# Gare de Palaiseau
Pour les articles homonymes, voir Gare de Palaiseau (homonymie).
La gare de Palaiseau est une gare ferroviaire française de la ligne de Sceaux, située dans la commune de Palaiseau (département de l'Essonne).
C'est une gare de la Régie autonome des transports parisiens (RATP) desservie par les trains de la ligne B du RER.

## Histoire
En 2019, 1 046 766 voyageurs sont entrés à cette gare, ce qui la place en 54e position des gares de RER exploitées par la RATP pour sa fréquentation.

## Service des voyageurs

### Accueil
La traversée des voies s'effectue par une passerelle équipée d'ascenseurs à la place de celle mise en service le 27 juillet 1971 qui elle-même remplaçait une ancienne traversée en planches.

### Desserte
Elle est desservie par les trains de la ligne B du RER parcourant la branche Saint-Rémy-lès-Chevreuse.

### Intermodalité
La gare est desservie par les lignes 1, 14, P, Y et Z du réseau de bus Paris-Saclay et, la nuit, par la ligne N122 du réseau Noctilien qui relie Paris (place du Châtelet) à la gare de Saint-Rémy-lès-Chevreuse.

Galerie de photographies
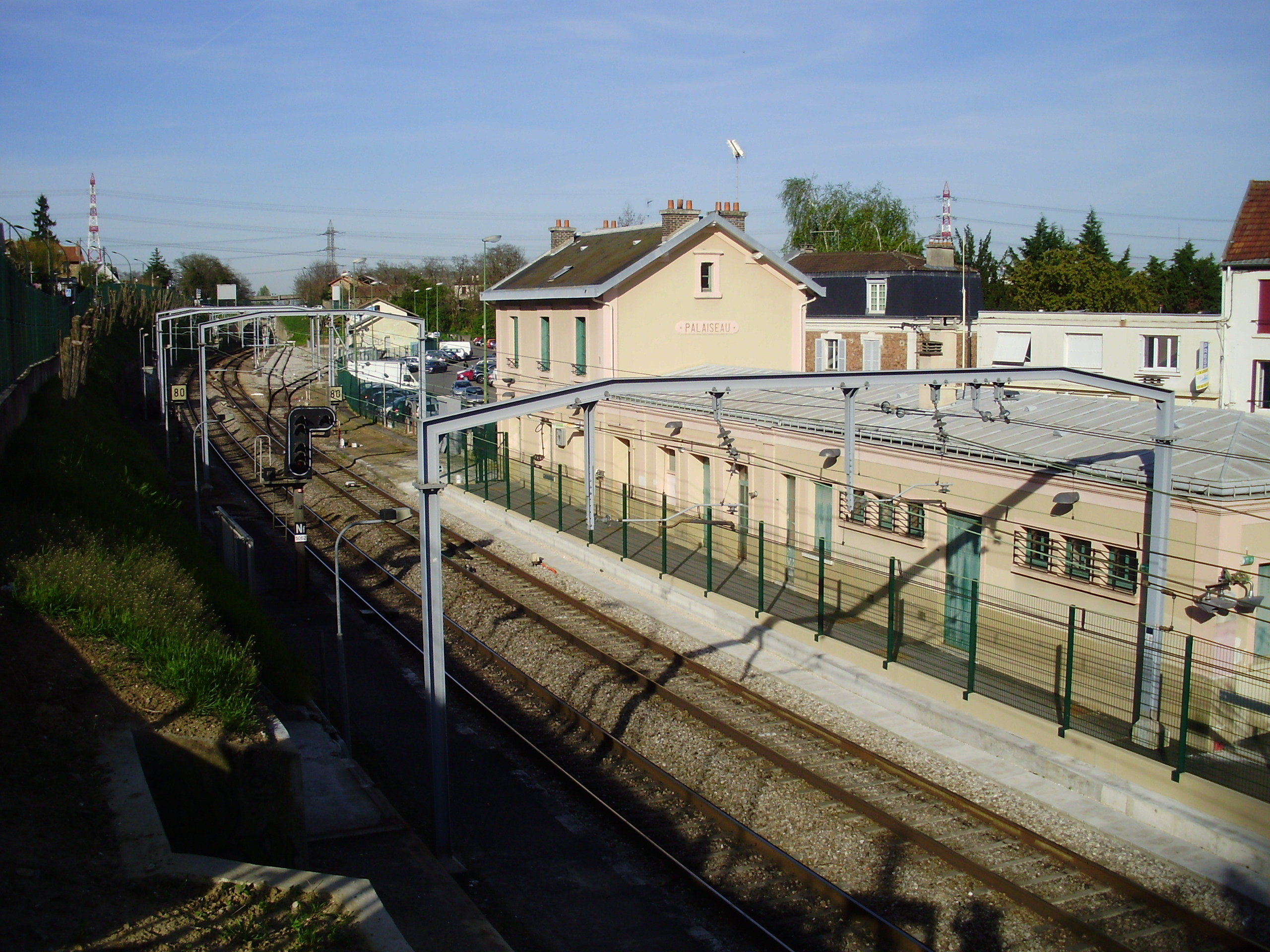
Face nord-ouest du bâtiment voyageurs vu depuis le pont au-dessus des voies
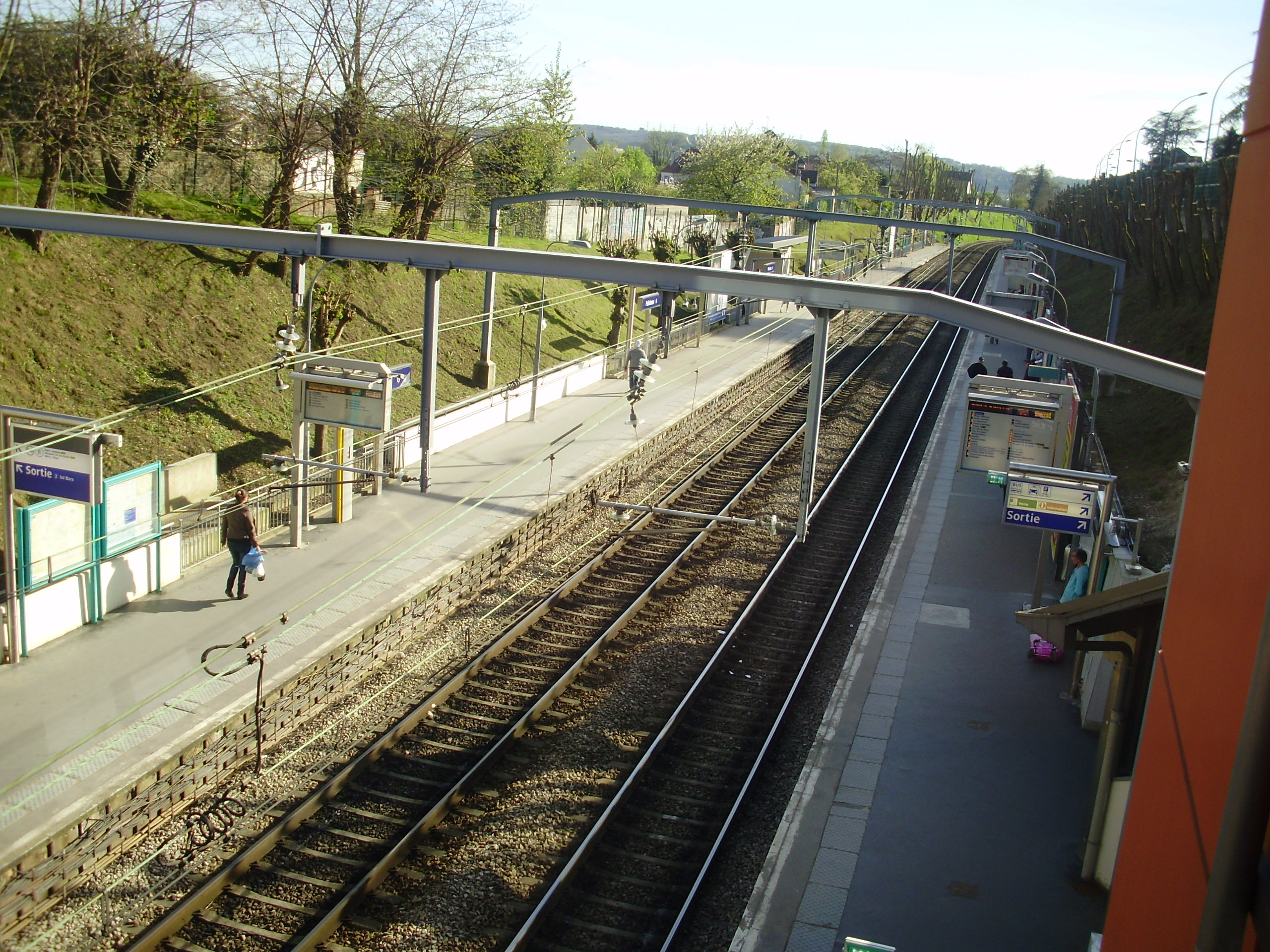
Vue depuis la passerelle en direction de Saint-Rémy-lès-Chevreuse
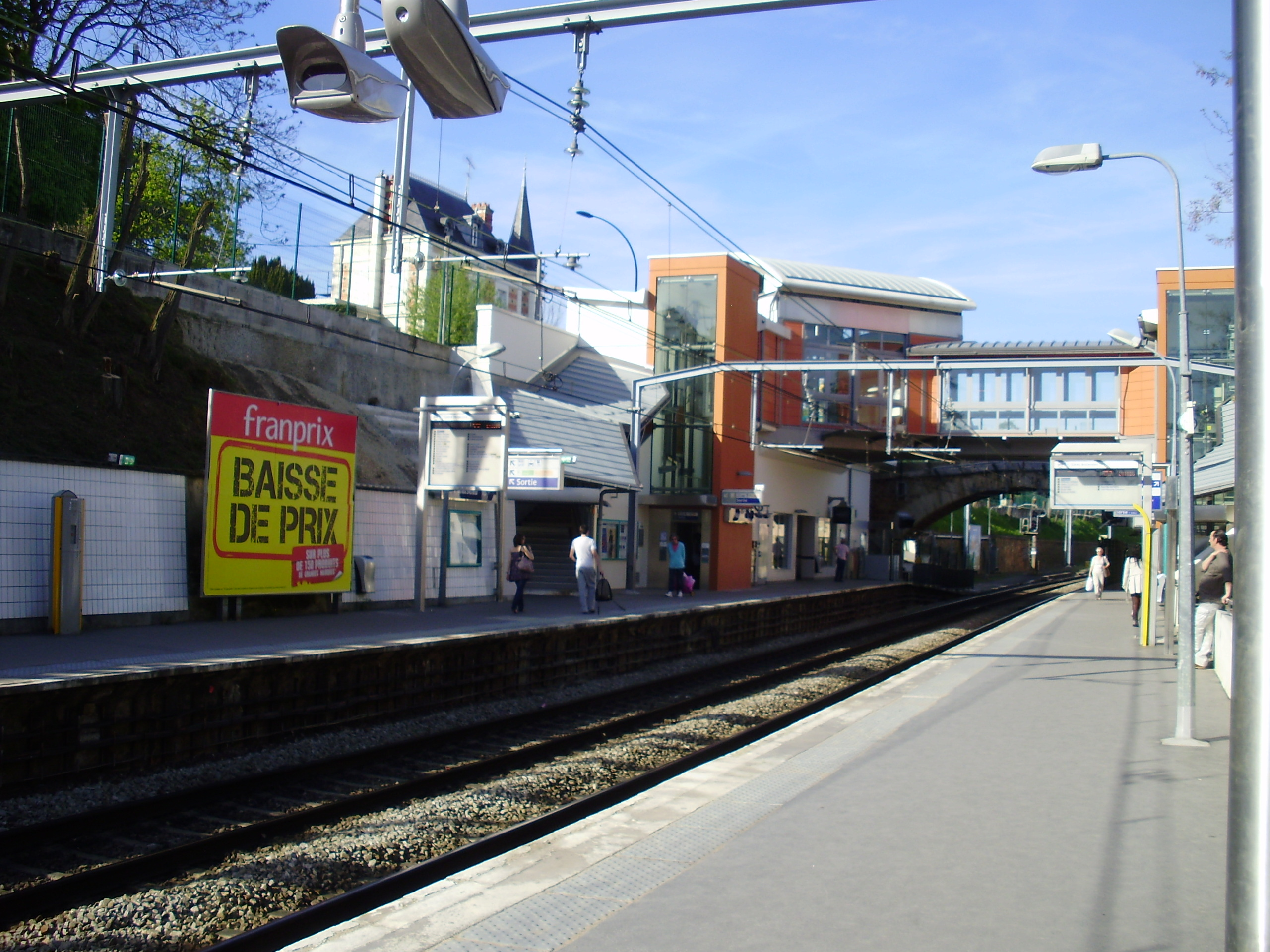
Vue en direction du nord depuis le quai pour Saint-Rémy-lès-Chevreuse.